# Traganek zwisłokwiatowy
Traganek zwisłokwiatowy (Astragalus penduliflorus Lam.) – gatunek roślin należący do rodziny bobowatych.

## Rozmieszczenie geograficzne
Gatunek arktyczno-alpejski. Występuje w rozproszeniu tylko w górach Europy; w Alpach, Pirenejach, Karpatach oraz w Szwecji i na Syberii. Wszędzie jest bardzo rzadki. W Karpatach występuje na kilku tylko stanowiskach w Wielkiej Fatrze, Górach Rodniańskich, górach Bucegi i Tatrach. W polskiej części Tatr znany jest tylko z dwóch stanowisk. Obydwa znajdują się w Dolinie Smytniej; jedno w górnej części doliny w masywie Kominiarskiego Wierchu, drugie w dolnej części doliny.

## Morfologia
PokrójRoślina tworząca kępy o pokładających się i podnoszących silnie rozgałęzionych pędach. Wszystkie włoski są pojedyncze. Przyrastają tylko jednym końcem, a drugi mają wolny. Pędy dołem odstająco, górą przylegająco owłosione. Wysokość 50–80 cm.
LiścieZłożone z 7–11 par podługowatych  listków z niewielkimi, lancetowatymi  przylistkami.
KwiatyMotylkowe, wyrastające na długich szypułkach i zebrane w luźny kwiatostan. Są intensywnie żółte i zwisające lub odstające. Mają długość 10–13 mm. Słupek kwiatów owłosiony.
OwocOwłosiony strąk.

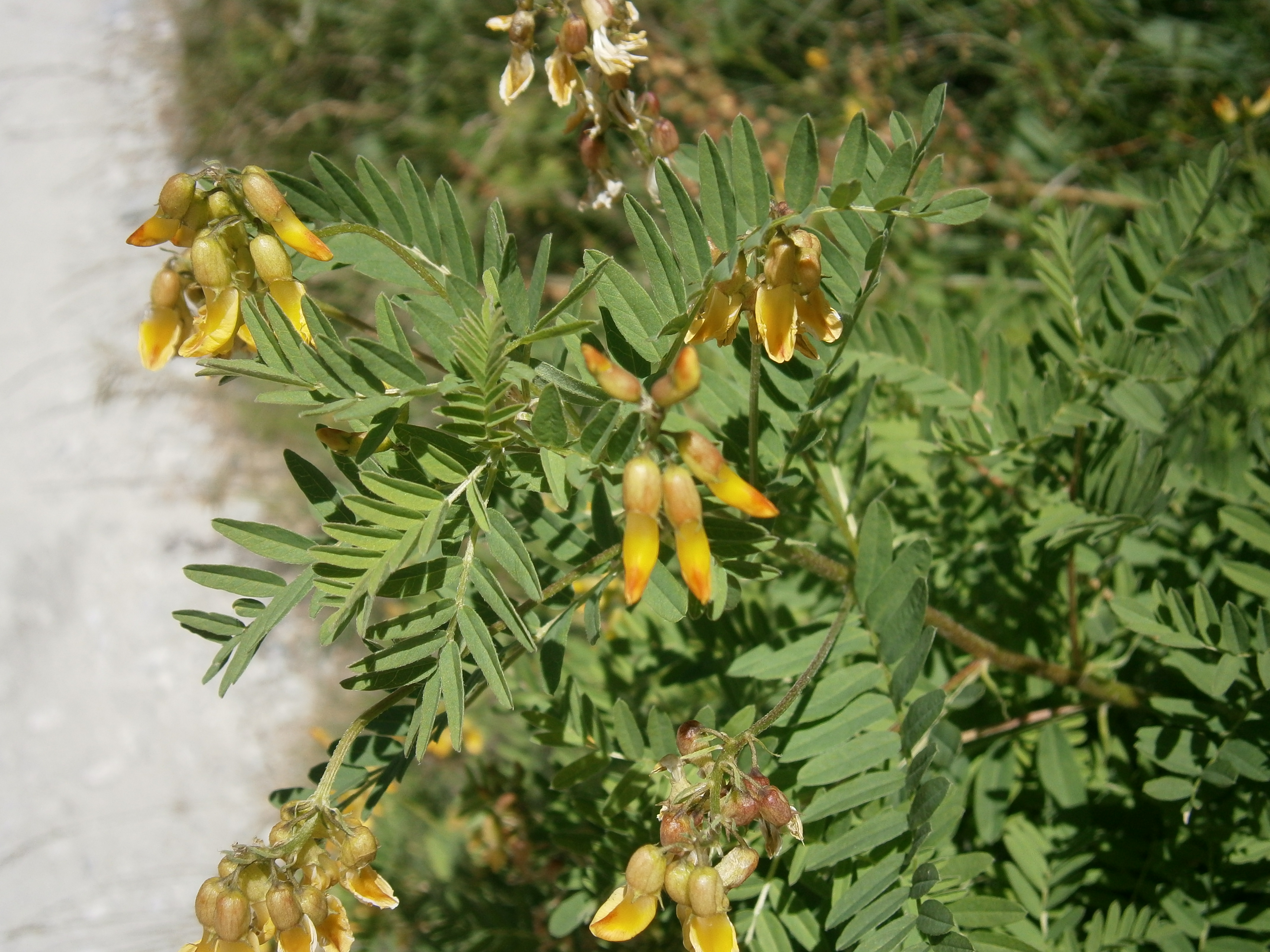
Pokrój
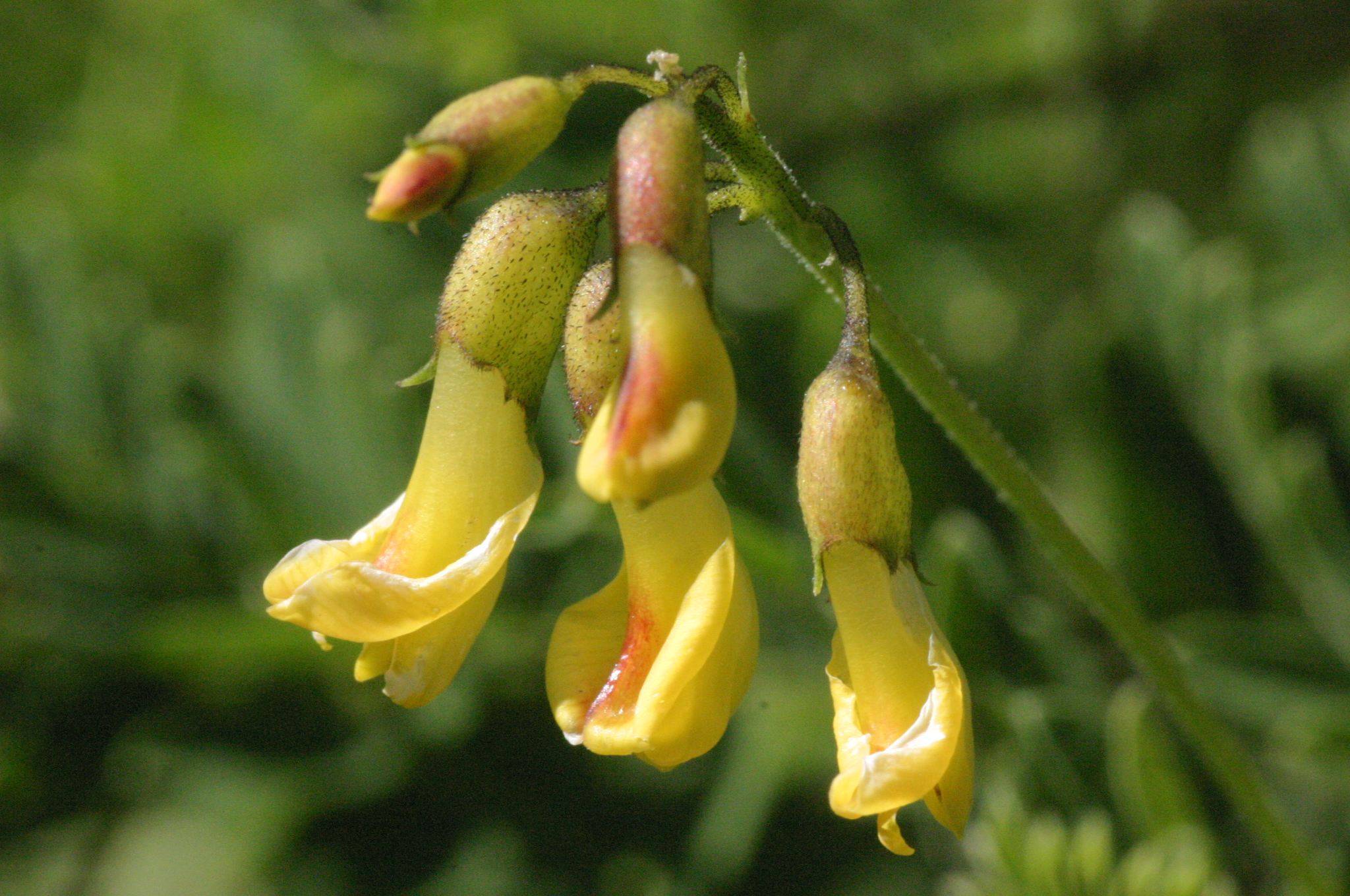
Kwiaty
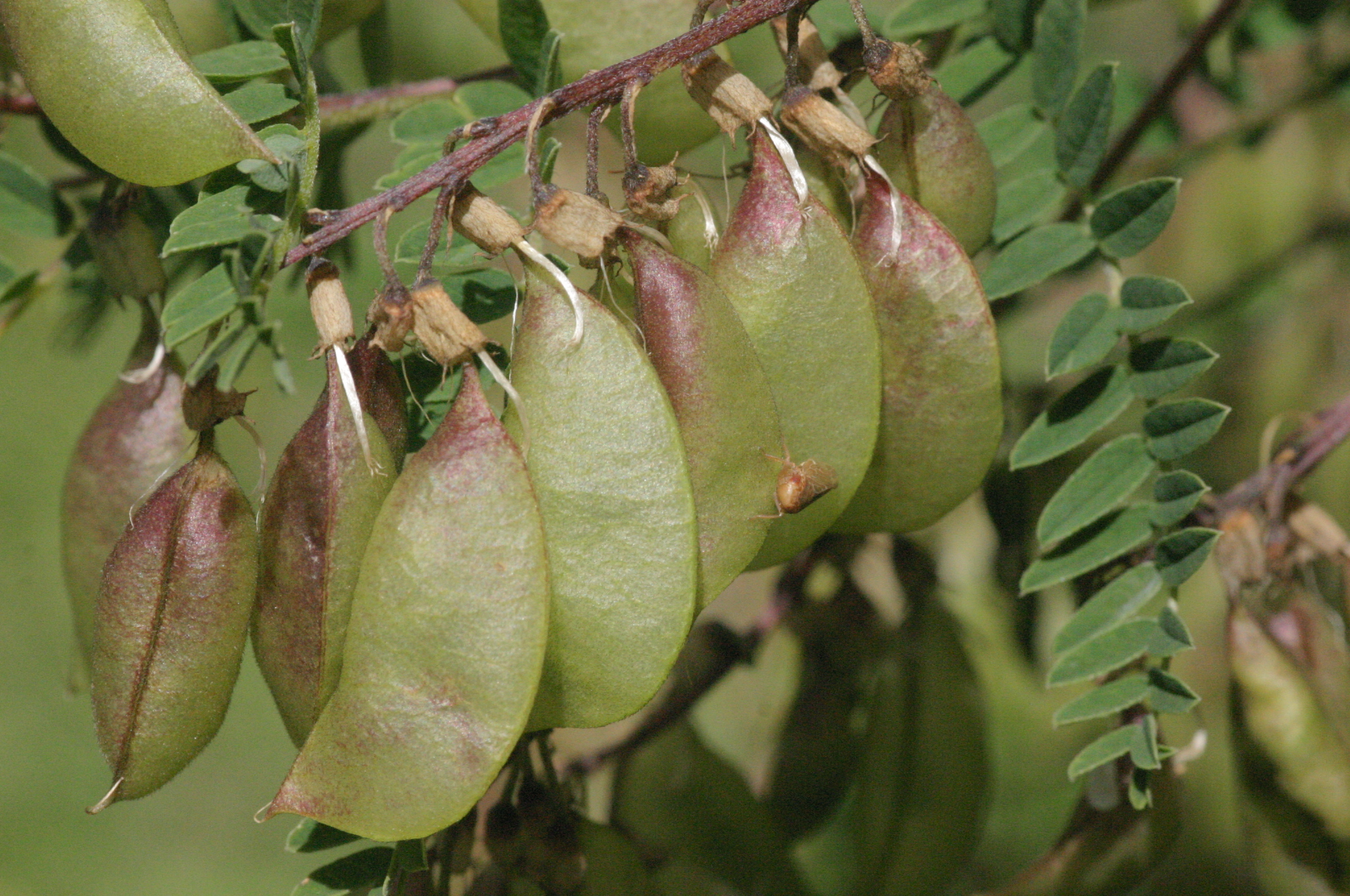
Owoce

## Biologia i ekologia
Bylina, hemikryptofit. Kwitnie od lipca do sierpnia, rozmnaża się przez nasiona. Około 40-60% pędów zakwita, pozostałe to pędy płonne. W Tatrach występuje w reglu górnym i w piętrze kosodrzewiny w murawach lub na skalnych półkach. Liczba chromosomów 2n = 16 Ga 3, 4, 5, 6

## Zagrożenia
Kategorie zagrożenia gatunku:
- Według klasyfikacji IUCN z 2001 jest gatunkiem krytycznie zagrożonym  (kategoria CR)[5].
- Kategoria zagrożenia w Polsce według Czerwonej listy roślin i grzybów Polski (2006)[8]: E (wymierający, krytycznie zagrożony); 2016: CR (krytycznie zagrożony)[9].
- Kategoria zagrożenia w Polsce według Polskiej Czerwonej Księgi Roślin: CR (critical, krytycznie zagrożony)[10]

Populacja w polskich Tatrach liczyła w 2008  tylko około 40 osobników. Znajduje się poza szlakami turystycznymi, na obszarze ochrony ścisłej i nie jest zagrożona przez ludzi, jednak zagrożeniem dla niej są sarny i jelenie, które  chętnie zgryzają jej pędy (jako roślina motylkowa ma duże wartości odżywcze). Czasami, gdy śnieg spada wczesną jesienią, jej owoce nie dojrzewają. Populacja jest monitorowana. Liczba pędów z roku na rok zmienia się. Podjęto próbę powiększenia populacji. W latach 1998–2000 z zebranych nasion wyhodowano 120 osobników, które następnie wysadzono w Dolinie Smytniej. Przetrwało tylko 8 osobników. Nasiona tego gatunku przechowuje się w banku nasion PAN w Warszawie-Powsinie.